# Borja Bastón
Borja González Tomás, plus connu comme Borja Bastón, est un footballeur espagnol né le 25 août 1992 à Madrid, qui évolue au poste d'attaquant au Grenade CF.
Formé à l'Atlético de Madrid, Bastón y passe une grande partie de son contrat en prêt, notamment au Deportivo La Corogne et au Real Saragosse en Segunda División.
Bastón compte vingt-six sélections durant lesquelles il inscrit treize buts en catégories des moins de 17 ans, moins de 18 ans et moins de 19 ans espagnoles, terminant meilleur buteur de la Coupe du monde des moins de 17 ans 2009 et gagnant le championnat d'Europe des moins de 19 ans deux ans plus tard.

## Biographie
Né à Madrid, Borja Bastón intègre les catégories de jeunes du club de sa ville natale l'Atlético de Madrid à l'âge de quatre ans. Il commence à jouer en tant que gardien de but, la même position à laquelle son père jouait en étant footballeur professionnel, mais il est repositionné en tant qu'attaquant afin qu'il puisse mieux apprécier le jeu.

### Carrière professionnelle

#### Atlético Madrid
Bastón fait ses débuts professionnels en Segunda División B lors de la saison 2009-2010 où il marque douze buts en faveur de l'équipe réserve des Colchoneros.
Le 15 mai 2010, lors de la dernière journée de la saison 2009-10 de Liga, Bastón fait ses grands débuts en équipe première, en remplaçant Tiago à la 58e minute du match contre Getafe CF. Malheureusement, seulement 20 minutes après son entrée en jeu, il est victime d'une grosse blessure au ligament croisé antérieur du genou gauche ne pouvant empêcher la défaite 0-3 de son équipe au Vicente Caldéron.
Sept mois après sa blessure, Bastón est de retour avec l'Atlético B, entrant en cours de jeu dans une victoire 1-0 contre le CP Cacereño. Après le match, il déclare : « Je suis très heureux. J'ai traversé des moments difficiles et j'ai souffert, mais maintenant je suis prêt à aider l'équipe a monter dans le classement ».

#### Prêts successifs
Fin août 2011, Bastón est prêté par son club au Real Murcie, promu en deuxième division.
Le 30 août 2012, il est prêté à la SD Huesca pour un an, il marque neuf fois pour ce club durant la saison 2012-2013 mais ne peut finalement pas empêcher la relégation de son équipe. Le 27 janvier 2013, il marque lors d'un succès 2–1 contre le CD Numancia, mais il est expulsé pour un deuxième carton jaune alors que le match en venait à sa fin.
Le 28 août 2013, Borja rejoint le Deportivo La Corogne dans le cadre d'un prêt de deux ans. Après avoir aidé son équipe à remonter en première division, il ne reste pas une seconde saison au club comme le prévoyait son contrat, à la suite de l'arrivée du nouvel entraîneur Víctor Fernández qui ne pense pas que l’attaquant soit au niveau de l'élite du football espagnol,. Bastón rejoint alors en prêt le Real Saragosse au mois d'août 2014. Il marque vingt-deux buts lors de la saison 2014-2015, contribuant à la qualification pour les play-offs de promotion où Saragosse atteint la finale mais s'incline contre Las Palmas. Ses performances lui permettent d'être nommé dans l'équipe-type de l'année.
Le 31 juillet 2015, Bastón est prêté par l'Atletico de Madrid à la SD Eibar, club évoluant lui aussi en Liga. Il marque son premier but en championnat le 23 septembre, aidant son équipe à arracher le nul 2-2 sur le terrain de Levante UD. Il est nommé joueur du mois de La Liga pour le mois d'octobre, pour ses buts contre Las Palmas, Séville et le FC Barcelone. Bastón termine la saison avec un total de dix-huit buts en championnat qui font de lui l’un des meilleurs buteurs de l'exercice, tandis qu'Eibar se classe quatorzième. 

#### Swansea City
Le 11 août 2016, Swansea City annonce avoir signé Bastón en provenance de l'Atlético de Madrid pour la somme de dix-neuf millions d'euros. Il devient ainsi le transfert le plus cher de l'histoire du club gallois.
Il est aussi annoncé qu'il portera le numéro 10 laissé libre par André Ayew parti chez les Hammers de West Ham. Revenant sur le transfert, Bastón commente : « Il y a de la pression, mais c'est de la bonne pression ».
Bastón fait ses débuts en Premier League le 18 septembre 2016, remplaçant Jack Cork lors d'une défaite 0-1 à Southampton. Entré en jeu, il marque son premier but le 15 octobre contre Arsenal mais ne peut empêcher une défaite 2-3 à l'extérieur. L'attaquant espagnol ne marque qu'à une seule reprise en dix-huit rencontres de championnat et s'avère ne pas être à la hauteur des espoirs placés en lui.
Bastón est donc prêté au Málaga CF pour la saison 2017-2018. Peinant à retrouver son efficacité en Espagne avec deux buts en vingt rencontres, il voit Swansea ainsi que Málaga être relégués,. 
Restant indésirable à l'été 2018, Bastón est de nouveau prêté en Espagne, au Deportivo Alavés. Au sein du club basque, Bastón améliore un peu son rendement avec cinq réalisations alors qu'Alavés réussit l'une de ses meilleures saisons, finissant onzième de Liga.
Bastón réintègre finalement l'effectif de Swansea au début de la saison 2019-2020 qui évolue désormais en Championship. Il effectue un début de saison réussi, comptabilisant six buts à la fin du mois de septembre, dont cinq lors de ses cinq premiers matchs. Bastón reste néanmoins muet pendant trois mois avant qu'il ne s'engage à Aston Villa en janvier 2020.

#### Aston Villa
Le 31 janvier 2020, Bastón signe pour six mois à l'Aston Villa FC,. Il ne joue que deux matchs pour les Villans, ne cumulant que seize minutes de temps de jeu, et quitte le club à la fin de son contrat sans avoir pu se montrer sous son meilleur jour.

#### CD Leganés
Le 6 septembre 2020, Bastón revient au pays et s'engage en faveur du CD Leganés pour une saison et une option d'extension de deux ans en cas de remontée du club en Liga.
Bastón marque son premier but sur penalty le 17 octobre et permet à Leganés de s'imposer 0-1 sur la pelouse de l'UD Logroñés lors de la sixième journée de Segunda División, mettant fin à la série d'invincibilité à domicile de l'adversaire qui durait depuis septembre 2019. N'étant pas un titulaire indiscutable, l'attaquant madrilène peine à être efficace devant le but et finit la saison avec cinq réalisations en trente-cinq matchs de championnat, tandis que Leganés finit troisième mais échoue à obtenir la montée lors de la phase des barrages.

#### Real Oviedo
À l'été 2021, libre de tout contrat, Bastón signe un contrat de deux ans au Real Oviedo, club évoluant en Segunda División.
Bastón réalise l'un des meilleurs exercices de sa carrière lors de la saison 2021-2022 en inscrivant vingt-deux buts et termine pour la première fois de sa carrière en club meilleur buteur d'une compétition, à égalité avec Cristhian Stuani. Oviedo se classe septième à l'issue de la saison et rate les barrages de peu. Récompensant ses performances individuelles, il est nommé pour la seconde fois de sa carrière dans l'équipe-type de la saison.

## Statistiques
| Saison                | Club                        | Championnat           | Championnat | Championnat | Championnat | Coupe nationale | Coupe nationale | Coupe nationale | Coupe de la Ligue | Coupe de la Ligue | Coupe de la Ligue | Compétition(s) continentale(s) | Compétition(s) continentale(s) | Compétition(s) continentale(s) | Compétition(s) continentale(s) | Barrages | Barrages | Barrages | Total | Total | Total |
| Saison                | Club                        | Division              | M.          | B.          | P.d.        | M.              | B.              | P.d.            | M.                | B.                | P.d.              | Comp.                          | M.                             | B.                             | P.d.                           | M.       | B.       | P.d.     | M.    | B.    | P.d.  |
| 2009-2010             | Atlético de Madrid B        | Segunda División B    | 23          | 12          | 0           | -               | -               | -               | -                 | -                 | -                 | -                              | -                              | -                              | -                              | -        | -        | -        | 23    | 12    | 0     |
| 2010-2011             | Atlético de Madrid B        | Segunda División B    | 14          | 4           | 0           | -               | -               | -               | -                 | -                 | -                 | -                              | -                              | -                              | -                              | -        | -        | -        | 14    | 4     | 0     |
| Sous-total            | Sous-total                  | Sous-total            | 37          | 16          | 0           | -               | -               | -               | -                 | -                 | -                 | -                              | -                              | -                              | -                              | -        | -        | -        | 37    | 16    | 0     |
| 2009-2010             | Atlético de Madrid          | Liga                  | 1           | 0           | 0           | -               | -               | -               | -                 | -                 | -                 | -                              | -                              | -                              | -                              | -        | -        | -        | 1     | 0     | 0     |
| Sous-total            | Sous-total                  | Sous-total            | 1           | 0           | 0           | -               | -               | -               | -                 | -                 | -                 | -                              | -                              | -                              | -                              | -        | -        | -        | 1     | 0     | 0     |
| 2011-2012             | Real Murcie (prêt)          | Segunda División      | 20          | 4           | 0           | 1               | 0               | 0               | -                 | -                 | -                 | -                              | -                              | -                              | -                              | -        | -        | -        | 21    | 4     | 0     |
| 2012-2013             | SD Huesca (prêt)            | Segunda División      | 31          | 9           | 0           | 1               | 0               | 0               | -                 | -                 | -                 | -                              | -                              | -                              | -                              | -        | -        | -        | 32    | 9     | 0     |
| 2013-2014             | Deportivo La Corogne (prêt) | Segunda División      | 34          | 10          | 0           | -               | -               | -               | -                 | -                 | -                 | -                              | -                              | -                              | -                              | -        | -        | -        | 34    | 10    | 0     |
| 2014-2015             | Real Saragosse (prêt)       | Segunda División      | 38          | 22          | 5           | 1               | 0               | 0               | -                 | -                 | -                 | -                              | -                              | -                              | -                              | 1        | 0        | 0        | 40    | 22    | 5     |
| 2015-2016             | SD Eibar (prêt)             | Liga                  | 36          | 18          | 3           | 3               | 1               | 0               | -                 | -                 | -                 | -                              | -                              | -                              | -                              | -        | -        | -        | 39    | 19    | 3     |
| Sous-total            | Sous-total                  | Sous-total            | 159         | 63          | 8           | 6               | 1               | 0               | -                 | -                 | -                 | -                              | -                              | -                              | -                              | 1        | 0        | 0        | 166   | 64    | 8     |
| 2016-2017             | Swansea City                | Premier League        | 18          | 1           | 0           | 1               | 0               | 0               | 1                 | 0                 | 0                 | -                              | -                              | -                              | -                              | -        | -        | -        | 20    | 1     | 0     |
| 2019-2020             | Swansea City                | Championship          | 20          | 6           | 0           | 1               | 0               | 0               | -                 | -                 | -                 | -                              | -                              | -                              | -                              | -        | -        | -        | 21    | 6     | 0     |
| Sous-total            | Sous-total                  | Sous-total            | 38          | 7           | 0           | 2               | 0               | 0               | 1                 | 0                 | 0                 | -                              | -                              | -                              | -                              | -        | -        | -        | 41    | 7     | 0     |
| 2017-2018             | Málaga CF (prêt)            | Liga                  | 20          | 2           | 0           | 2               | 0               | 0               | -                 | -                 | -                 | -                              | -                              | -                              | -                              | -        | -        | -        | 22    | 2     | 0     |
| 2018-2019             | Deportivo Alavés (prêt)     | Liga                  | 27          | 5           | 1           | 2               | 0               | 0               | -                 | -                 | -                 | -                              | -                              | -                              | -                              | -        | -        | -        | 29    | 5     | 1     |
| Sous-total            | Sous-total                  | Sous-total            | 47          | 7           | 1           | 4               | 0               | 0               | -                 | -                 | -                 | -                              | -                              | -                              | -                              | -        | -        | -        | 51    | 7     | 1     |
| 2019-2020             | Aston Villa                 | Premier League        | 2           | 0           | 0           | -               | -               | -               | -                 | -                 | -                 | -                              | -                              | -                              | -                              | -        | -        | -        | 2     | 0     | 0     |
| 2020-2021             | CD Leganés                  | Segunda División      | 35          | 5           | 3           | 2               | 0               | 0               | -                 | -                 | -                 | -                              | -                              | -                              | -                              | 1        | 0        | 0        | 38    | 5     | 3     |
| 2021-2022             | Real Oviedo                 | Segunda División      | 40          | 22          | 2           | -               | -               | -               | -                 | -                 | -                 | -                              | -                              | -                              | -                              | -        | -        | -        | 40    | 22    | 2     |
| 2022-2023             | Real Oviedo                 | Segunda División      | 0           | 0           | 0           | -               | -               | -               | -                 | -                 | -                 | -                              | -                              | -                              | -                              | -        | -        | -        | 0     | 0     | 0     |
| Sous-total            | Sous-total                  | Sous-total            | 40          | 22          | 2           | -               | -               | -               | -                 | -                 | -                 | -                              | -                              | -                              | -                              | -        | -        | -        | 40    | 22    | 2     |
| Total sur la carrière | Total sur la carrière       | Total sur la carrière | 359         | 120         | 14          | 14              | 1               | 0               | 1                 | 0                 | 0                 | -                              | -                              | -                              | -                              | 2        | 0        | 0        | 376   | 121   | 14    |

## Palmarès
Bastón remporte son unique trophée en carrière avec l'équipe d'Espagne des moins de 19 ans lors de l'édition 2011 du Championnat d'Europe.

## Distinctions personnelles
- Co-meilleur buteur de la Coupe du monde des moins de 17 ans en 2009
- Membre de l’équipe-type de l'édition 2014-2015 de la Segunda División
- Joueur du mois de Liga en octobre 2015
- Co-meilleur buteur de l'édition 2021-2022 de la Segunda División
- Membre de l’équipe-type de l'édition 2021-2022 de la Segunda División